# Théo Lefèvre
Théodore Joseph Albéric Marie Lefèvre (Gent, 1914. január 17. – Brüsszel 1973. szeptember 18.) vallon politikus és államférfi, Belgium miniszterelnöke 1961–1965 között.

## Élete
A Genti Egyetemen végezte jogi tanulmányait és itt kezdte jogi pályáját is, 1950–1961 között a genti bíróság egyik ügyvédjeként. 1946-ban lett a belga parlament tagja a Belga Keresztényszocialista Párt (PSC-CVP) politikusaként, 1971-től a belga szenátus tagja volt. 1958-ban nevezték ki államminiszternek.

## Hivatalos tevékenysége
1961. április 25. és 1965. július 28. között volt Belgium miniszterelnöke. Kormányzati ideje alatt készítették elő Belgium harmadik alkotmánymódosítását, szintén ekkor került sor a Leuveni Katolikus Egyetem helyzetének rendezésére (az egyetemet kettéosztották flamand és francia tannyelvű intézetekre). A kedvező gazdasági helyzet lehetővé tette új szociális intézkedések bevezetését. A kormány által elfogadtatott törvények többek között a parlamenti eljárásokat, a pénzügyi reformot, a betegbiztosítást, valamint az ifjúság védelmét célozták. A Belgiumot alkotó közösségek tekintetében ekkor húzták meg a végleges nyelvi határvonalakat és dolgozták ki a Brüsszel helyzetét érintő kompromisszumot (amely hivatalosan kétnyelvű lett).
1968 és 1973 között előbb miniszteri poszton, majd államtitkárként a tudományos kutatásokért volt felelős. 1973-ban, Brüsszel Woluwe-Saint-Lambert negyedében halt meg.

## A Lefèvre-kormány tagjai
| Miniszteri tiszt                                     | Név                 | Párt |
| ---------------------------------------------------- | ------------------- | ---- |
| Miniszterelnök                                       | Théo Lefèvre        | CVP  |
| Miniszterelnök-helyettes és külügyminiszter          | Paul-Henri Spaak    | PSB  |
| Igazságügyminiszter                                  | Piet Vermeylen      | BSP  |
| Honvédelmi miniszter                                 | Paul-Willem Segers  | CVP  |
| Pénzügyminiszter                                     | André Dequae CVP    |      |
| Mezőgazdasági miniszter                              | Charles Héger       | PSC  |
| Gazdasági és energetikai miniszter                   | Antoon Spinoy       | BSP  |
| Szociális miniszter                                  | Edmond Leburton     | PSB  |
| Belügyi és közigazgatási miniszter                   | Arthur Gilson       | PSC  |
| Közmunkaügyi miniszter                               | Jean-Joseph Merlot  | PSB  |
| Külkereskedelmi és segélyügyi miniszter              | Maurice Brasseur    | CVP  |
| Nemzeti oktatási és kulturális miniszter             | Victor Larock       | PSB  |
| Külügyminiszter-helyettes                            | Hendrik Fayat       | BSP  |
| Munka és foglalkoztatásügyi miniszter                | Léon Servais        | PSC  |
| Kulturális miniszter és oktatási miniszter-helyettes | Renaat Van Elslande | CVP  |
| Család- és egészségügyi miniszter                    | Joseph Custers      | CVP  |
| Pénzügyminiszter-helyettes                           | François Tielemans  | BSP  |
| Közlekedési miniszter                                | Alfred Bertrand     | CVP  |
| Vállalkozásügyi miniszter                            | Albert De Clerck    | CVP  |
| Posta és távközlési miniszter                        | Marcel Busieau      | PSB  |

## Fordítás
- Ez a szócikk részben vagy egészben  a   Théo Lefèvre című francia Wikipédia-szócikk fordításán alapul.  Az eredeti cikk szerkesztőit annak laptörténete sorolja fel. Ez a jelzés csupán a megfogalmazás eredetét és a szerzői jogokat jelzi, nem szolgál a cikkben szereplő információk forrásmegjelöléseként.